# Кристијанстад
Кристијанстад (Кристијанста) (швед. Kristianstad) град је у Шведској, у јужном делу државе. Град је у оквиру Сканског округа, где је четврти град по величини и значају. Кристијанстад је истовремено и седиште истоимене општине, а донедавно је био и седиште истоименог округа (укинут).

## Природни услови
Кристијанстад се налази у јужном делу Шведске и Скандинавског полуострва. Од главног града државе, Стокхолма, град је удаљен 550 км југозападно. Од првог већег града, Малмеа, град се налази 95 км североисточно.
Рељеф: Кристијанстад се развио у најјужнијој покрајини Шведске, Сканији, која је по својим природним одликама више подсећа на средњоевропска подручја, плодна је и густо насељена. Градско подручје је равничарско, а надморска висина се креће 0-10 м.
Клима у Кристијанстаду је континентална са утицајем мора и крајњих огранака Голфске струје. Стога су зиме блаже, а лета свежија у односу на дату географску ширину.
Воде: Кристијанстад се налази недалеко од ушћа речице Хелгеон у Балтичко море. Око град постоји више малих језера.

## Историја
Иако је подручје око града насељено још у време праисторије, град је знатно млађи. Кристијанстад је 1614. године основао дански краљ Кристијан V, а већ 1622. године град је званично добио градска права.
Од 1658. године Кристијанстад припада Шведској, као и остала Сканија. Потом је град постао седиште истоименог округа, који је укинут 1997. године. Истовремено, град је дуго имао војно обележје, а ово је изгубио тек крајем 20. века.

## Становништво
Кристијанстад је данас град средње величине за шведске услове. Град има око 36.000 становника (податак из 2010. г.), а градско подручје, тј. истоимена општина има око 80.000 становника (податак из 2010. г.). Последњих деценија број становника у граду лагано, али сигурно расте.
До средине 20. века Кристијанстад су насељавали искључиво етнички Швеђани. Међутим, са јачањем усељавања у Шведску, становништво Кристијанстада је постало шароликије, али опет мање него у случају других већих градова у држави.

## Привреда
Данас је Кристијанстад савремени град са посебно развијеном прехрамбеном индустријом, ослоњеном на развијено пољопривредно заслеђе. Последње две деценије посебно се развијају трговина, услуге и туризам.

## Галерија
- Здање управе округа
- Саборна црква Кристијанстада
- Градска капија
- Градски хотел
- Градско позориште
- Железничка станица Кристијанстада
- Здање Кварнен